# Julián Carrillo
Pour les articles homonymes, voir Carrillo.
Julián Carrillo Trujillo (28 janvier 1875 - 9 septembre 1965), né à Ahualulco dans l'État de San Luis Potosí est un violoniste, théoricien de la musique et compositeur mexicain  
connu pour l'élaboration d'une théorie sur la musique microtonale qu'il baptise "le treizième son" (Sonido 13).

## Biographie
Carrillo a étudié la composition et le violon au Conservatoire National de Musique. En 1899, il a reçu une bourse du  gouvernement de Porfirio Diaz pour étudier au Conservatoire de Leipzig et a poursuivi ses études de violon au Conservatoire royal de Gand en Belgique.
De retour au Mexique, il travaille au Conservatoire National de Musique. En 1913, il est nommé directeur de cette institution, un poste qu'il a dû abandonner sous le  gouvernement de Victoriano Huerta. Exilé à New York, il  fonde l'American Symphony Orchestra. En 1918, il rentre au Mexique et est nommé directeur de l'Orchestre symphonique national,  deux ans plus tard, il retrouve son poste de direction au Conservatoire.

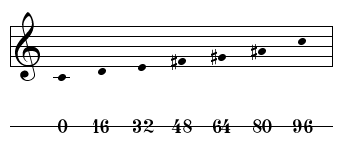
Sonido13

C'est en 1925 qu'il dévoile sa théorie du treizième son dans laquelle, il propose une nouvelle division des sons. Il a  fait fabriquer plusieurs instruments (harpes, guitares et pianos) suivant sa proposition microtonale. Par la suite, Carrillo a fait connaître sa théorie en donnant des conférences et des concerts dans plusieurs pays.
Sa contribution à la théorie musicale lui a valu une reconnaissance nationale et internationale. En 1931, Carrillo  a reçu le Grand Prix de la nation mexicaine; en 1956, le gouvernement français lui accorde la Légion d'Honneur et l'Allemagne lui décerne la Grande Croix de l'ordre du  Mérite. En 1958, la Belgique le reconnait  avec la Médaille d'honneur du Palais de Laeken et la médaille d'or à l'Exposition universelle de 1958 à Bruxelles, pour la présentation de ses 15 «pianos métamorphosés».
Au cours de la première moitié des années 1960, Carrillo a enregistré une trentaine de compositions avec l'Orchestre symphonique des Concerts Lamoureux,  (Association des concerts de Paris), présentant les facettes de sa production musicale: classique, atonale et microtonale,,.
Il repose dans la rotonde des personnes illustres  à Mexico depuis le 28 janvier 1975.

## Principales compositions
- Sexteto en Sol mayor para dos violines, dos violas y dos violonchelos
- Primera Sinfonía en Re mayor para gran orquesta
- Canto a la Bandera (letra del poeta Rafael López)
- La musique d'Intolérance (film, 1916) de David Griffith
- Sonata casi fantasía, en cuartos, octavos y dieciseisavos de tono
- Concertino, en cuartos, octavos y dieciseisavos de tono,  (a petición de Leopold Stokowski
- Método racional de solfeo (basa los ejercicios en el Himno Nacional Mexicano)
- Horizontes, poema sinfónico para violín, violonchelo y arpa en cuartos, octavos y dieciseisavos de tono.
- Canon atonal a 64 voces
- Misa de restauración para voces masculinas a capella en cuartos de tono
- Balbuceos, para piano en dieciseisavos de tono, (por encargo de Leopold Stokowski)
- Dos conciertos para violín y orquesta en cuartos de tono
- Tres sonatas para viola en cuartos de tono
- Sonata para violín en cuartos de tono
- Ossian , opéra en un acte.
- Matilde o México en 1810, opéra en quatre actes.
- Xulitl, opéra [6].

## Publications théoriques
- Discursos sobre la música
- Pláticas musicales, tomo I y II
- Reformas a las grandes formas de la composición: la sinfonía, el concierto, la sonata y el cuarteto, para darles unidad ideológica y variedad tonal
- Pre-Sonido 13: Rectificación básica al sistema musical clásico
- Análisis físico musical
- Teoría lógica de la música
- La revolución musical del Sonido 13
- Dos leyes de física musical (con los trabajos de la ley de los armónicos y la ley del nodo)
- Sonido 13: Fundamento Científico e histórico
- Génesis de la Revolución musical del Sonido 13
- Errores universales en música y física musical
- Método racional de solfeo
- Tratado Sintético de armonía
- Sistema general de escritura musical
- Tratado sintético de canon y fuga
- Tratado sintético de contrapunto
- Tratado sintético de instrumentación para orquesta sinfónica y banda militar

## Source
- (es) Cet article est partiellement ou en totalité issu de l’article de Wikipédia en espagnol intitulé « Julián Carrillo » (voir la liste des auteurs).